# Afera naszyjnikowa (film)
Afera naszyjnikowa (ang. The Affair of the Necklace) – amerykański dramat historyczny z 2001 roku w reżyserii Charlesa Shyera. 
Zdjęcia do filmu kręcono w Czechach (Praga, Brno, Kutna Hora, Lednice, Valtice) oraz we Francji (Paryż, Compiègne, Wersal, Vaux-le-Vicomte w departamencie Sekwana i Marna, Alincourt w departamencie Ardeny).

## Obsada
- Hilary Swank – Jeanne de la Motte Valois
- Jonathan Pryce – Louis de Rohan
- Simon Baker – Rétaux de Vilette
- Adrien Brody – Nicolas de la Motte
- Brian Cox – Minister Breteuil
- Joely Richardson – Maria Antonina
- Christopher Walken – Cagliostro
- Simon Shackleton – Ludwik XVI
- Hayden Panettiere – Młoda Jeanne de la Motte Valois
- Skye McCole Bartusiak – Dova[2]

## Nagrody i wyróżnienia
- Oscary 2001
  - Milena Canonero - najlepsze kostiumy (nominacja)